# Goodbye (песня Imanbek и Goodboys)
«Goodbye» — песня казахского музыкального продюсера Imanbek и английской EDM-группы Goodboys. Она была выпущена 18 декабря 2020 года лейблом Teta Records. Она знаменует собой первое сотрудничество трёх сторон.

## Композиция
Песня написана в тональности си-бемоль минор, с темпом 125 ударов в минуту.

## Музыкальное видео
Режиссёром музыкального видео выступил Чарли Робинс. В видео показаны «волнение и напряжённость гонки на колесницах», «внутренняя часть культуры путешественников».

## Список композиций
| №  | Название  | Длительность |
| -- | --------- | ------------ |
| 1. | «Goodbye» | 2:24         |

| №  | Название             | Длительность |
| -- | -------------------- | ------------ |
| 1. | «Goodbye» (acoustic) | 3:37         |

| №  | Название                     | Длительность |
| -- | ---------------------------- | ------------ |
| 1. | «Goodbye» (Goodbye VIP edit) | 4:00         |
| 2. | «Goodbye» (Nancie remix)     | 3:28         |

| №  | Название                     | Длительность |
| -- | ---------------------------- | ------------ |
| 1. | «Goodbye» (James Hype remix) | 2:57         |
| 2. | «Goodbye» (Lee Foss remix)   | 3:52         |
| 3. | «Goodbye» (Rasster remix)    | 2:29         |
| 4. | «Goodbye» (HOLA! remix)      | 3:10         |

## Участники записи
Согласно AllMusic.
- Джимми Конвей – композитор
- Goodboys – основной исполнитель, продюсер
- Джошуа Гримметт – композитор, продюсер, вокал
- Imanbek – композитор, продюсер, основной исполнитель
- Кирилл Люпинос – композитор
- Конор Мэннинг – композитор
- Стив Мановски – композитор
- Джорис Мур –  продюсер
- Том Норрис – мастеринг-инженер, микширование
- Тимур Шафьев – композитор
- Итан Шор – продюсер

## Чарты
| Чарт (2020–2021)                           | Высшая позиция |
| ------------------------------------------ | -------------- |
| Бельгия/Фландрия (Ultratip Bubbling Under) | 29             |
| Бельгия/Валлония (Ultratip Bubbling Under) | 18             |
| СНГ (TopHit Airplay)                       | 124            |
| Венгрия (Single Top 40)                    | 21             |
| New Zealand Hot Singles (RMNZ)             | 34             |
| Великобритания (OCC UK Singles)            | 59             |
| США (Billboard Hot Dance/Electronic Songs) | 15             |

| Чарт (2021)                               | Позиция |
| ----------------------------------------- | ------- |
| US Hot Dance/Electronic Songs (Billboard) | 37      |

## Сертификации
| Регион                                                                      | Сертификация  | Продажи |
| --------------------------------------------------------------------------- | ------------- | ------- |
| Бразилия (ABPD)                                                             | 2× Платиновый | 80 000  |
| Данные о продажах + прослушиваниях приведены только на основе сертификации. |               |         |